# A Good Night
A Good Night è un singolo del cantante statunitense John Legend, pubblicato il 6 aprile 2018.
Il singolo ha visto la collaborazione del musicista statunitense BloodPop.

## Video musicale
Il videoclip è stato pubblicato il 6 aprile 2018 sul canale Vevo-YouTube del cantante.